# Ляпунова, Роза Гавриловна
Ляпунова Роза Гавриловна — историк, этнограф, кандидат исторических наук.

## Биография
Роза Гавриловна родилась в деревне Кош-Елга  Бижбулякского района Башкирской АССР в семье учителей. В трехлетнем возрасте вместе с семьей переехала в город Чебоксары, где получила среднее образование.
В 1946 году переехала в Ленинград, отучилась год в Ленинградской лесотехнической академии,  затем окончила там Ленинградский государственный университет.
В 1952 году была принята на работу в Музей антропологии и этнографии на должность старшего научно-технического сотрудника сектора Америки, Австралии и Океании.
В 1964 году  Роза Гавриловна  участвовала в работе VII Международного конгресса антропологических и этнографических наук (МКАЭН).
Ее статьи были опубликованы в газете «Алеутская звезда».

## Научная деятельность
Роза Гавриловна провела археологическую разведку на территории покинутого населением в 1969 году алеутского селения Преображенское на острове Медном.
В 1970 году она защитила кандидатскую диссертацию на тему:  «Материальная культура алеутов (к проблеме этногенеза)».
В 1970-е годы она стала проводить полевые исследования среди алеутов Командорских островов. Роза Гавриловна входила в состав постоянно действующей Северной экспедиции под руководством Гурвича И.С.
В 1981 году  Роза Гавриловна курировала работу Шерил Самуэль из США, которая изучала тлинкитские накидки с геометрическим узором.
В 1981 году совместно с Анфертьевым А.Н она провела полевой сезон среди алеутов Командорских островов, в 1984 совместно с Дзенискевич Г.И, а в 1988 с Бочевер В.Т.
В 1987 году она участвовала с докладом «Алеуты Русской Америки: некоторые демографические и этнокультурные аспекты» в II Международной конференции «Русская Америка».
В 1988 году Роза Гавриловна совершила экспедицию на Командорские острова.
В 1990 году она ездила в  командировку на Аляску.  В этом же году  она выступила с докладом «Эскимосыконяги — проблемы изучения материальной культуры» в VII Инуитской конференции в Фэрбанксе.
В 1991 году в очередной командировке на Аляску, где посетила Анкоридж и Уналашку. На Уналашке Роза Гавриловна участвовала в конференции, посвященной 250-летнему юбилею открытия Алеутских островов и Аляски экспедицией В.Й. Беринга — А.И. Чирикова.

## Основные публикации[1]
- Народы Америки / Под ред. А.В. Ефимова, С.А. Токарева. М., 1959. Т. I.
- Ляпунова Р.Г. Музейные материалы по алеутам: орудия охоты алеутов (по материалам МАЭ) // Сб. МАЭ. Л., 1963. Т. 21. С. 149–171.
- Lyapunova R.G., Ionova Y.V., Maretin Y.V., Rosina L.G. The ethnographic Collections on the Pacific Peoples in the Museum of Anthropology and Ethnography. Moscow, 1966.
- Ляпунова Р.Г. Материальная культура алеутов (к проблеме этногенеза):автореф. дис. … канд. ист. наук. Л., 1970.
- Lyapunova R.G. Sea animal hunting Practiced in the 18th  — 19 centuries (Implements and means of hunting). According to the Materials of the Museum of Anthropology and Ethnography, USSR Academy of Sciences // Труды VII Междунар. конгресса антропологических и этнографических наук. М., 1970. Т. 10. С. 403–410.
- Ляпунова Р.Г. Этнографическое значение экспедиции капитанов П.К. Креницина и М.Д. Левашова на Алеутские острова (1764–1769 гг.) //

СЭ. 1971. № 6. С. 67–80.
- Белов М.И., Ляпунова Р.Г. Советские ученые на юбилейной сессии Орегонского исторического общества // СЭ. 1974. № 4. С. 162–164.
- Ляпунова Р.Г. Очерки по этнографии алеутов (конец XVIII — первая половина XIX в.). Л., 1975.
- Ляпунова Р.Г. О происхождении обрядовых головных уборов алеутов // Первобытное искусство / Отв. ред. Р.С. Васильевский. Новосибирск, 1976. С. 157–165.
- Русская Америка в неопубликованных записках К.Т. Хлебникова / Сост. Р.Г. Ляпунова, С.Г. Федорова. Л., 1979.
- Ljapunova R.G. Problèmes de l’ethnogènèse des Alèoutes et de leur ethnographie // Inter-Nord. 1979. № 15. P. 99–115.
- Ляпунова Р.Г. Традиционные украшения алеутов (к вопросу об этнокультурных связях в Тихоокеанском бассейне) // Древние культуры Сибири и Тихоокеанского бассейна / Отв. ред. Р.С. Васильевский. Новосибирск, 1979а. С. 201–210.
- Ляпунова Р.Г. К этнической истории командорских алеутов // XIV Тихоокеанский научный конгресс. Комитет L: социальные и гуманитарные науки. М., 1979б. С. 18–20.
- Ляпунова Р.Г. Записки иеромонаха Гедеона (1803–1807) — один из источников по истории и этнографии русской Америки // Проблемы истории и этнографии Америки. М., 1979в. С. 215–229.
- Ляпунова Р.Г. Этнография народов тихоокеанского севера Америки. Русские и советские исследования. М., 1979г
- Гурвич И.С., Ляпунова Р.Г. Коллекции музеев США по народам северозападной Америки и Сибири // СЭ. 1980. № 5. С. 121–128.
- Ljapunova R.G. Ethnohistoire des Alèoutes des iles du Commandeur // InterNord. 1982. № 16. P. 189–203.
- Гурвич И.С., Ляпунова Р.Г. Советско-американское сотрудничество в области этнографии (Поездка в США советской рабочей группы) // СЭ.

1982а. № 2. С. 125–130.
- Гурвич И.С., Ляпунова Р.Г. Поездка в США советских этнографов // СЭ.1982б. № 3. С. 113–119.
- Ляпунова Р.Г. Ворон в фольклоре и мифологии алеутов // Фольклор и этнография. У этнографических истоков фольклорных сюжетов и образов / Под ред. Б.Н. Путилова. Л., 1984. С. 23–34.
- Ljapunova R.G. Le cabeau dans le folklore et la myphologie des Aleoutes // Ethnologic et anthropogeographic Arctiques. Premier dialogue Franco-Sovet-ique. P.: Center National de la Recherche Scientifique, 1986. P. 125–138.
- Ляпунова Р.Г. Алеуты. Очерки этнической истории. Л., 1987.
- Liapunova R.G. Relations with the Natives of Russian America // Russia’s American Colony / Ed. F. Starr. Durham: Duke University Press, 1987. P. 105–143.
- Liapunova R.G. The Aleuts and their Ecosystem // European Review of Native American Studies. 1989. Vol. 3:2. P. 7–11.
- Ляпунова Р.Г. К этнической истории командорских алеутов // Краеведческие записки. Петропавловск-Камчатский, 1989. Вып. VI. С. 40–61.
- Liapunova R.G. The Aleuts before contact with the Russians: Some Demographic and Cultural Aspects // Pacifica 2. 1990. № 2 (November). P. 8–23.
- Ляпунова Р.Г. И.Е. Вениаминов (Иннокентий) и Русская Америка // Открытие Америки продолжается. СПб., 1993. Вып. 1. С. 21–40.
- Liapunova R.G. Essays on the Ethnography of the Aleuts: (At the End of the eighteenth and the first half of the Nineteenth Century). Fairbanks: University of Alaska Press, 1996.
- Анфертьев А.Н., Ляпунова Р.Г. Некоторые вопросы экономическогои культурного развития коренного населения Командорских островов.

1981 // Этнологическая экспертиза: Народы Севера России 1981–1984 гг. /Ред. З.П. Соколова, Е.А. Пивнева. М., 2006. Т. 4. С. 5–20.